# (21549) Carolinelang
(21549) Carolinelang (1998 QJ44) – planetoida z pasa głównego asteroid okrążająca Słońce w ciągu 5,66 lat w średniej odległości 3,18 j.a. Odkryta 17 sierpnia 1998 roku.